# Alegeri legislative în Monaco, 2003
Alegerile legislative din Monaco au avut loc pe 9 februarie 2003. Uniunea pentru Monaco, o coaliție formată din trei partide de opoziție, a avut parte de o victorie strălucită împotriva principalilor oponenți, și anume Adunarea Monaco – Uniunea Națională și Democrată (care au fost la putere timp de 40 de ani), și care au câștigat 21 de mandate din 24.

## Rezultate
| Partide | Voturi  | %    | Mandate |
| --- | ------- | ---- | ------- |
| Uniunea pentru Monaco - (Uniunea pentru Principat,Uniunea Națională pentru Viitorul Stat Monaco,Promovarea familiei Monegaste) | 60.339  | 58.5 | 21      |
| Adunarea Monaco – Uniunea Națională și Democrată                                                                               | 42.892  | 41.5 | 3       |
| Total : | 103.231 |      | 24      |

În preajma alegerilor din 2008, Consiliul era format din :
| Partide                                              | Număr de locuri | Membri in Consiliu |
| ---------------------------------------------------- | --------------- | --- |
| UP (Uniunea pentru Principat)                        | 12              | VALERI Stéphane BORDERO Alexandre GARDETTO Jean-Charles BOCCONE - PAGES Brigitte RAYMOND Daniel FAUTRIER Catherine CUCCHI Jean-Michel GIACCARDI Thomas NOTARI Fabrice POYARD - VATRICAN Anne ROBILLON Jean-François SPILIOTIS - SAQUET Christophe |
| UNAM (Uniunea Națională pentru Viitorul Stat Monaco) | 4               | CELLARIO Claude DITTLOT Michèle BLANCHY Bruno MARQUET Bernard |
| PFM (Promovarea Familiei Monegaste)                  | 3               | LICARI Jean-Pierre NIGIONI Jean-Luc RIT Jacques |
| RPM (Întregirea Statului Monaco)                     | 2               | PASTOR Jean-Joseph REY Henry |
| PM (Partidul Monegasc)                               | 1               | PASQUIER - CIULLA Christine |
| PEP (Principatul Pentru Etică și Progres)            | 1               | PALMARO Vincent |
| SM (Sinergia Monaco)                                 | 1               | BOISSON Claude |
| Total                                                | 24              | |

Surse:
- http://www.conseil-national.mc/groupe_pol.php Arhivat în 29 noiembrie 2009, la Wayback Machine.
- http://www.elections.monaco.net/ Arhivat în 16 mai 2013, la Wayback Machine.